# Facultad de Ciencias de la Información (Universidad Complutense de Madrid)
La Facultad de Ciencias de la Información de la Universidad Complutense de Madrid (UCM) es la Facultad pionera y referente en la formación universitaria en comunicación en España desde 1971. Se encuentra en el Campus de Moncloa, y en ella se imparten las titulaciones de Grado de Comunicación Audiovisual,  Periodismo y Publicidad y Relaciones Públicas. Las instalaciones se encuentran situadas en la llamada vaguada de Cantarranas, y en la actualidad consta de dos edificios. Su festividad patronal es el 24 de enero, San Francisco de Sales.
El edificio es un claro ejemplo de arquitectura brutalista en España a excepción de las ventanas de tono dorado.

## Historia

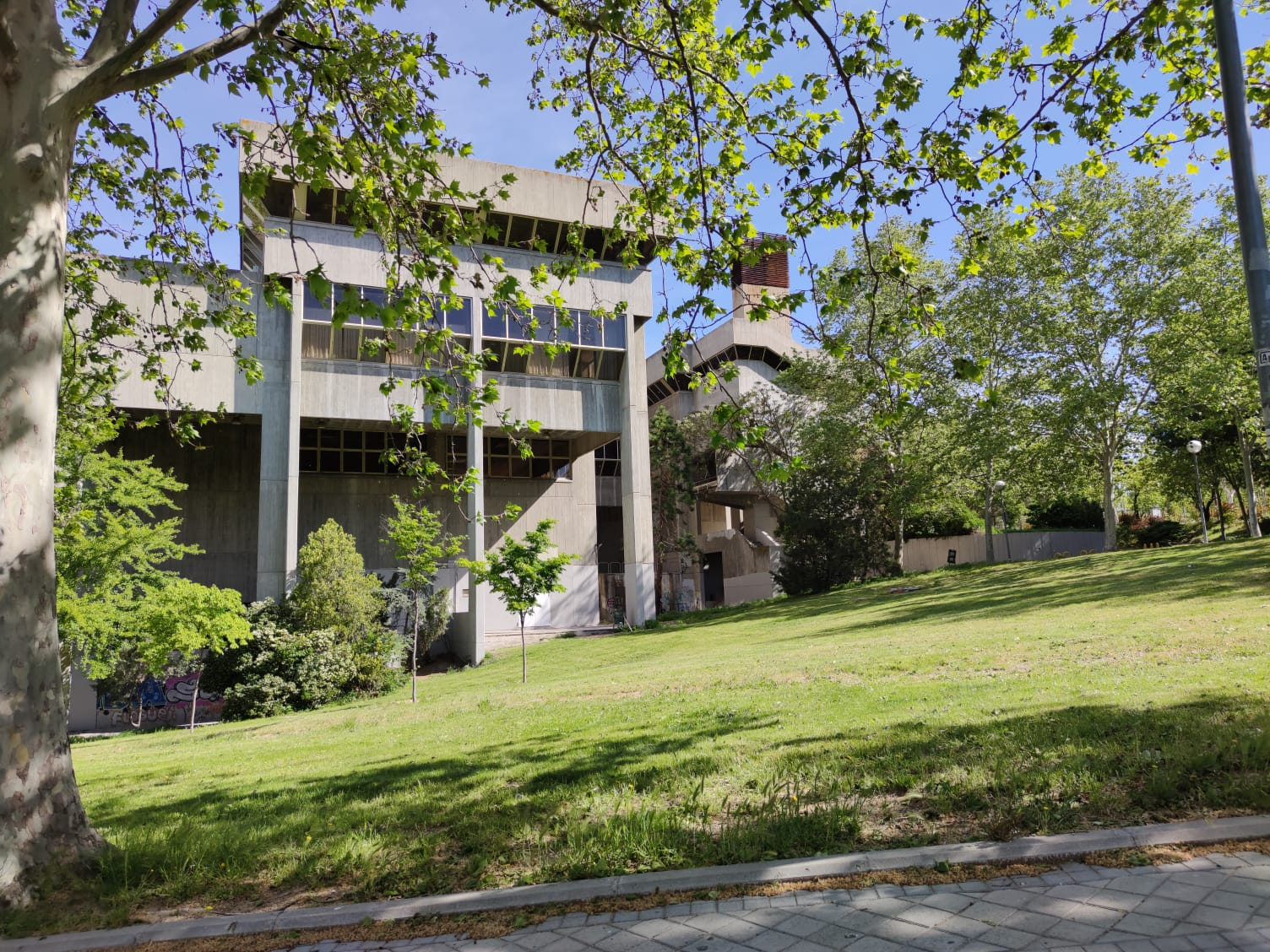
Exterior de la facultad

El Decreto 2070/71 de 13 de agosto (publicado en el BOE el 14 de septiembre de 1971) reguló los estudios de Periodismo y otras vías de comunicación social en España. Poco después, gracias a la publicación en el BOE el 16 de octubre de 1971 del Decreto 2478/71 de 17 de septiembre se llevó a cabo la creación de las dos primeras facultades del ámbito de la Comunicación de España (ya que anteriormente no existían facultades): la de Ciencias de la Información de la Universidad Complutense de Madrid y la de Universidad Autónoma de Barcelona. Para crear la facultad madrileña tuvieron que ponerse de acuerdo el Ministerio de Información y Turismo (que desapareció con la Transición) y el Ministerio de Educación y Ciencia. Tras los pertinentes acuerdos, las clases comenzaron a impartirse por primera vez en 1972. En un principio, y al no disponer de un edificio propio, las clases se impartían en la sede de la Escuela Oficial de Cinematografía, hoy Instituto de Radio y Televisión (IORTV), situado en la carretera de la Dehesa de la Villa. El edificio de la Facultad se construyó sobre la vaguada de Cantarranas. Pasa, además, un pequeño arroyo cerca de las instalaciones, situadas en la Avenida Complutense (Campus de Moncloa). La Facultad cuenta con dos edificios, en los cuales se distribuyen las aulas, salones de actos, estudios de radio y televisión, despachos y otros servicios. La gran demanda de las titulaciones hizo insuficiente el espacio de este edificio original, inaugurándose, a espaldas del primero, un segundo edificio en el año 2005, que desde entonces alberga a los estudiantes de cursos superiores, de másteres, así como despachos de profesores y una gran sala de conferencias.
La Facultad de Ciencias de la Información de la Universidad Complutense de Madrid es la institución universitaria española mejor situada en el área de Comunicación y Medios en la clasificación mundial de calidad QS por materias, desde 2020 hasta la actualidad. Aparece posicionada como la mejor del país en la categoría "Media and Communication Studies", entre las 100 mejores del mundo, en concreto, en el puesto 78, siendo la única universidad pública española que aparece entre los 100 primeros puestos en el ámbito de la Comunicación.
En 2021 la Facultad Ciencias de la Información de la UCM cumplió 50 años. Es la Facultad pionera y referente en la formación universitaria en Comunicación en España desde 1971, y este acontecimiento trajo consigo la renovación de la identidad visual de la Facultad, que databa de 1984, y la creación de un logotipo especial con motivo del 50.º aniversario. El decanato de la Facultad desarrolló numerosas actividades para conmemorar la efeméride, que fue merecedora de la medalla de plata de la Comunidad de Madrid, llevando a cabo un acto institucional presidido por SM la Reina Letizia el 14 de septiembre de 2021, como acto central de la celebración del #50aniversarioUCMccinf, en el que fue nombrada alumna UCM de honor junto a siete destacados profesionales que fueron reconocidos su vez "alumni UCM ilustres".
Los Decanos elegidos democráticamente por la Junta de Facultad son:
* Ángel Benito Jaén (1981-1990).
* Alfonso Javier Fernández del Moral (1990-1998).
* Javier Davara Rodríguez (1998-2009).
* Mª Carmen Pérez de Armiñán García-Fresca (2009-2017).
* Jorge Clemente Mediavilla (2017-2025).
* Ángel Luis Rubio Moraga (2025-actualidad).

## Edificios

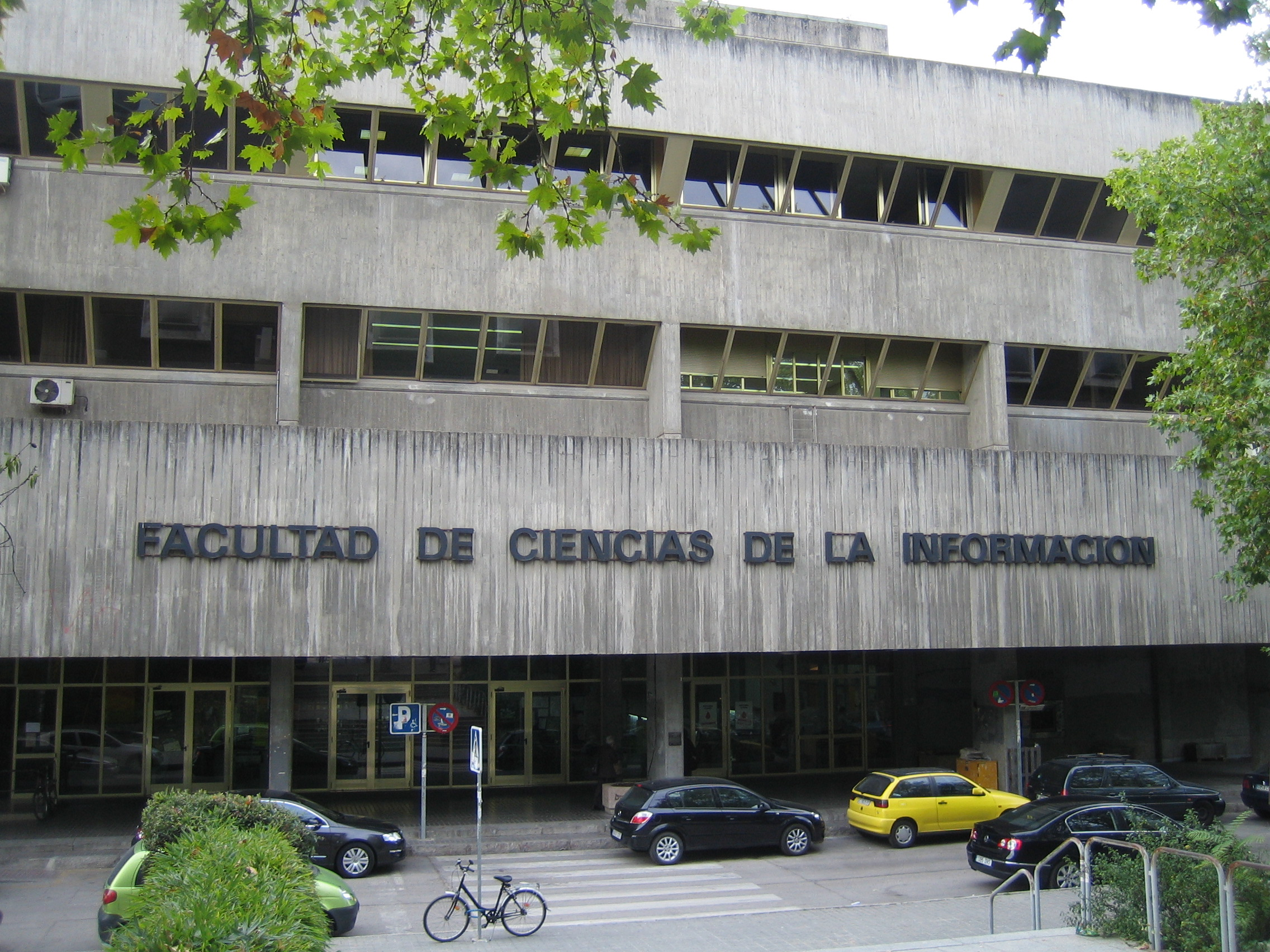
Entrada del edificio principal

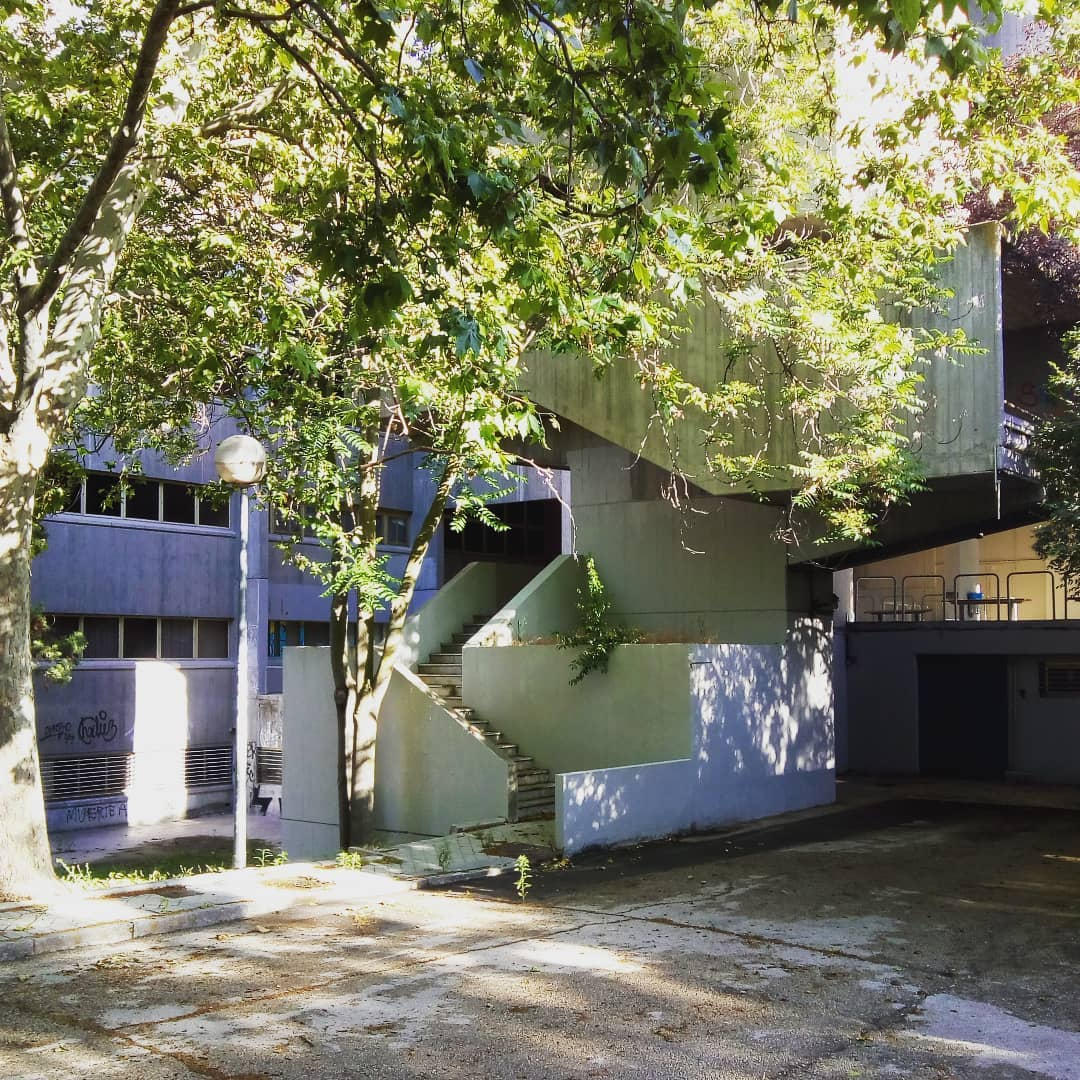
Escalera exterior de la facultad

### Edificio Principal
El edificio principal muestra características arquitectónicas que se alejan de la tónica general que sigue la Ciudad Universitaria dado que, a diferencia de otras escuelas y facultades a su alrededor, muestra las características principales del estilo arquitectónico "brutalista". Se comenzó a construir en 1971 y se empezó a utilizar en el curso académico de 1974, siendo uno de los mejores ejemplos de brutalismo en Madrid. Fue construido en dos fases, la segunda de ellas se llevó a cabo entre 1975 y 1979. 
Es proyecto de los arquitectos José María Laguna Martínez y Juan Castañón Fariña, a quienes se deben elementos tan característicos como el patio interior, la fachada principal o la escalera de caracol, que son hoy componentes esenciales del complejo de la Facultad. Algo interesante a destacar son las soluciones constructivas y la adaptación al terreno hostil que expresa el centro, pues se halla en un importante desnivel entre la avenida Complutense y el arroyo Cantarranas. Su exterior es de un uniforme color gris, ya que muestra el hormigón armado de la estructura, sólo roto por el tono dorado de las ventanas. Su interior está compuesto por cinco plantas, desigualmente distribuidas, en las que se encuentran decenas de aulas de distintos tamaños, orientaciones y características. Su distribución interna es peculiar, pues no sigue un esquema clásico: cuenta con numerosos pasillos, muchos de ellos bastante enrevesados y decenas de escaleras que dan acceso a distintas partes del edificio. Esto hace de este edificio una especie de joya arquitectónica de gran fama en Madrid y España, algo a lo que contribuyó el rodaje de la película “Tesis”, dirigida por Alejandro Amenábar, quien fue estudiante de esta Facultad. Debido a su diseño, el edificio es prácticamente inaccesible para las personas con discapacidad. La distribución en medias plantas, el exceso de escaleras, la desatención a los dispositivos de accesibilidad hacen muy difícil que una persona con discapacidad pueda moverse de forma autónoma por la facultad. El edificio no era al principio como lo es en la actualidad. Cuenta con dos puertas de acceso: una principal, situada en la Avenida de la Complutense, y una lateral, situada a pocos metros de la principal. La puerta lateral se construyó varios años después de la inauguración de edificio. Las peculiaridades del edificio se suman a las del propio terreno: al ser una cuesta hace que se den curiosidades, como la de tener sótanos que, en realidad, no están bajo tierra.
Este edificio cuenta con servicios como Biblioteca, Cafetería o Espacio Ecuménico. En él también está la Secretaría de Estudiantes y la zona de Decanato, donde se encuentran los despachos del Equipo Decanal, así como una pequeña Cafetería para el personal.

##### Distribución
Al entrar en el edificio accedemos a la planta 1. En ella se encuentra el Salón de Actos, la Librería, varios despachos y la Biblioteca. Sin embargo, y pese a que la lista de instalaciones que hemos citado es corta, están distribuidas en dos niveles. En las plantas superiores, de la segunda a la quinta, se encuentran las aulas, otro salón de actos (la llamada “sala naranja”, ya que las puertas de acceso, así como las paredes de esa zona, son de ese color) y despachos de profesores y departamentos. En la planta inferior se encuentran los pasillos de acceso al Laboratorio de Audiovisuales, que comprende los estudios de radio (6) y platós de televisión (3), así como las salas de edición (16), una sala de proyecciones, dos aulas multimedia y el almacén de equipos audiovisuales; además, existe un salón de actos (cuyo nombre es “sala azul”), el servicio de reprografía, las instalaciones de InfoRadio e InfoActualidad (la radio y el periódico digital de la Facultad), Addversity Lab (el taller de Comunicación Publicitaria), el servicio reprográfico y la cafetería. En la planta cero se encuentra el Laboratorio de Informática, utilizado para clases prácticas y también con aulas de libre acceso para los alumnos de la Facultad.

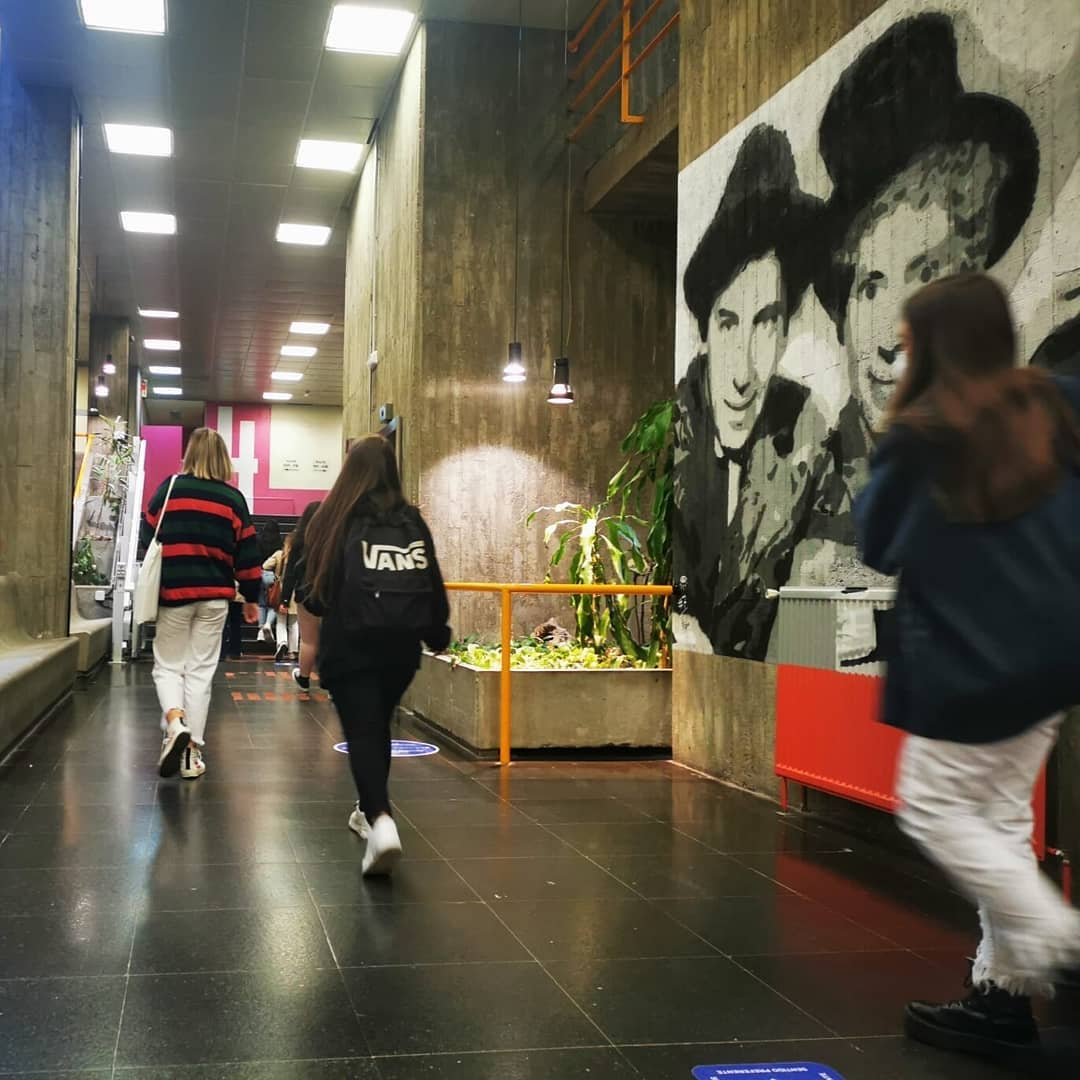
Mural Hermanos Marx en el interior de la facultad

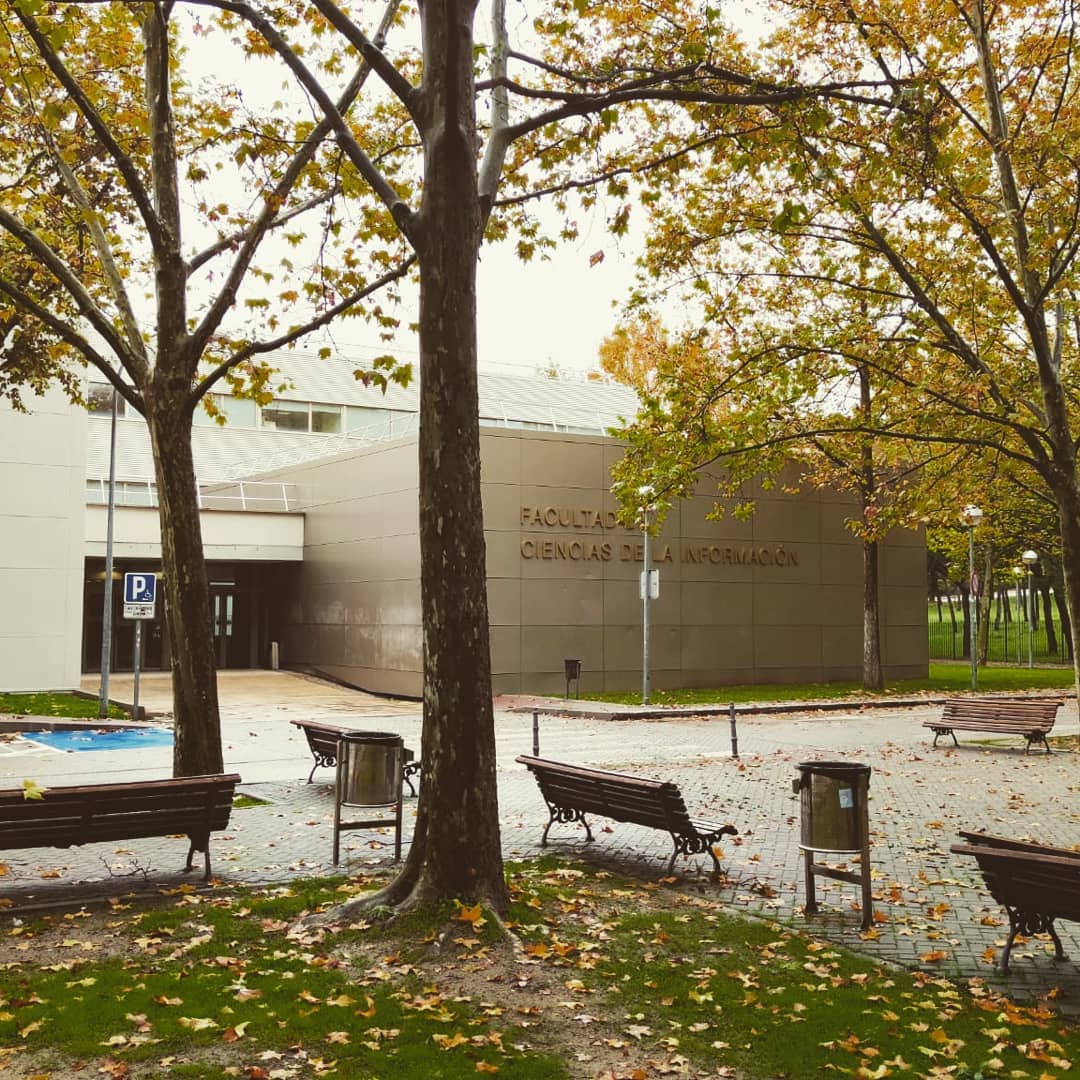
Entrada al Edificio Aulario

Sin olvidar la desigual distribución de espacios, una misma planta de este edificio puede estar configurada en distintos niveles, por lo que puede parecer que cambias de piso cuando en realidad estás moviéndote a un nivel diferente dentro de un mismo piso.
En la cafetería podemos encontrar una tercera puerta de acceso al edificio, situada en la parte trasera del mismo. Sin embargo, otra de las zonas de acceso son una escaleras de caracol, situadas cerca de la puerta de acceso de la cafetería, en un pequeño callejón que sirve de muelle de carga de los alimentos y mercancías de la cafetería, que nos permite acceder a la planta primera del edificio desde la parte trasera de una forma rápida y directa. Esta puerta es utilizada por alumnos y profesores en la actualidad para moverse entre el edificio principal y el edificio nuevo, dado que no existe ningún tipo de conexión entre ambos, como sí sucede con otras facultades de la Complutense que también cuentan con más de un edificio. Esta escalera, además, da a un área de descanso con mesas que, tras una puerta, conduce otra área de despachos que ocupa dos pisos hasta ponerse al nivel del Decanato de la segunda planta y tras otra, ésta automática, lleva directamente al atrio central de la facultad.

##### Biblioteca
La Biblioteca de la Facultad es una de las más concurridas y ricas en libros de la Complutense. Está especializada en Comunicación, aunque entre sus miles de volúmenes podemos encontrar muchas temáticas: economía, sociología, historia, geografía, informática, literatura (clasificada según la nacionalidad de las obras)… También cuenta con numerosas obras de consulta, como enciclopedias y diccionarios de distinto tipo, una amplia colección de recursos audiovisuales (películas, series, documentales…), recursos sonoros (música) y una completa hemeroteca de actualización diaria. Ésta, situada en la planta superior, cuenta con decenas de periódicos y revistas de España y del mundo. También existe la posibilidad de utilizar los recursos almacenados en microfilmes. Cuenta con numerosos puestos de lectura y servicios como wi-fi (presente en toda la Facultad) o red eléctrica en las mesas para los ordenadores portátiles. Actualmente, la Biblioteca de la Facultad ha recogido los fondos de la Videoteca Antonio Lara y los presta a docentes y alumnos para su visionado en una zona acondicionada en la propia Biblioteca, además del servicio de préstamo normal similar al de los fondos bibliográficos.

### Edificio Aulario

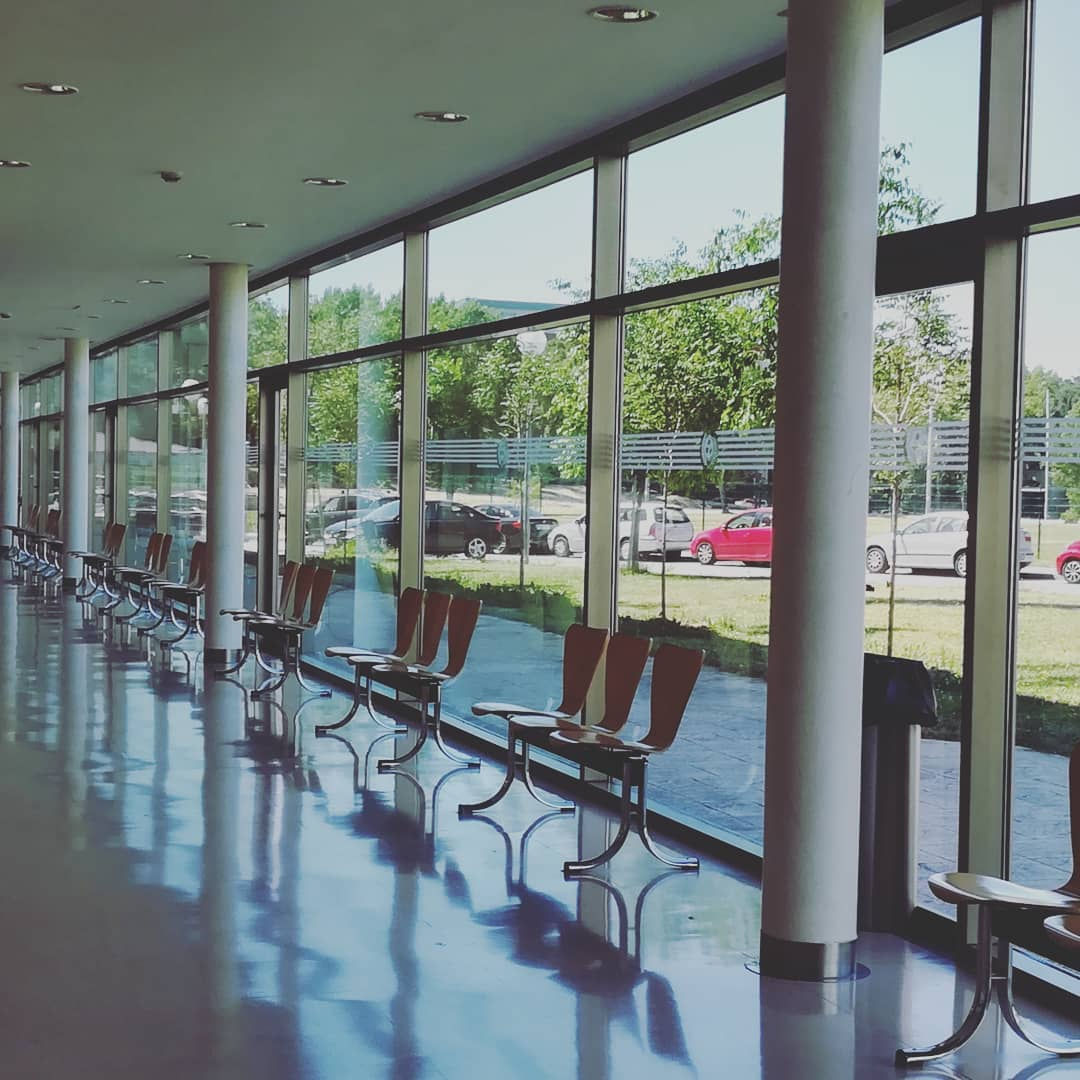
Interior del Edificio Aulario

En 2005 se inauguró, tras dos años de construcción, el llamado Edificio Aulario. Más pequeño y moderno que el principal, en sus dos plantas alberga aulas destinadas a las clases de los últimos años de los tres grados que se imparten en la Facultad, y a despachos de profesores. Cuenta, además, con una Sala de Conferencias y aparcamiento subterráneo para el personal del Centro. Las estancias se asientan a lo largo de un pasillo y distribuidas en tres plantas (baja, primera y segunda). A un lado del pasillo se encuentran, una tras otra, las puertas de acceso a las aulas, mientras que al otro lado hay un enorme ventanal que proporciona luz natural. Desde estas ventanas se divisan los campos de rugby de la Complutense y parte de la Carretera de La Coruña (A-6). El edificio se encuentra situado detrás del principal, a un nivel incluso más bajo. Se puede acceder a él atravesando el edificio principal o a través de una pequeña carretera que se coge desde la Avenida de la Complutense. La carretera, nada más abandonar la citada Avenida, se bifurca: por la parte de la derecha accederemos al edificio principal, mientras que si seguimos de frente lograremos pasar por la parte trasera del edificio principal y la delantera del nuevo. Pasando por la parte delantera del edificio principal es posible, igualmente, acceder a la parte trasera del mismo (y, por tanto, a la delantera del nuevo). Esta carretera, por tanto, rodea el edificio principal y pasa por la parte delantera del nuevo. En 2024, la Junta de Facultad acordó que llevara el nombre de la cineasta Pilar Miró.

## Departamentos[20]
- Departamento de Ciencias de la Comunicación Aplicada.
- Departamento de Periodismo y Comunicación Global.
- Departamento de Periodismo y Nuevos Medios.
- Departamento de Teorías y Análisis de la Comunicación.
- Sección Departamental de Derecho Constitucional.
- Sección Departamental de Relaciones Internacionales e Historia Global.
- Sección Departamental de Sociología Aplicada.
- Sección Departamental de Sociología: Metodología y Teoría.
- Sección Departamental de Literatura Española, Literatura Hispanoamericana y Bibliografía Literaria.
- Unidad Departamental de Biblioteconomía y Documentación.
- Unidad Departamental de Economía Aplicada, Pública y Política.
- Unidad Departamental de Lengua Española y Teoría de la Literatura y Literatura Comparada.
- Unidad Departamental de Organización de Empresas y Marketing.

## Personajes ilustres que han estudiado en la Facultad
- Alba Carrillo
- Alberto San Juan
- Alejandro Amenábar
- Álex Grijelmo
- Alfonso Rojo
- Alfredo J. Ramos
- Alicia Gómez Montano
- Almudena Ariza
- Ana Delgado Cortés
- Ana García-Siñeriz
- Ana Morgade
- Ana Rosa Quintana
- Ángel Expósito
- Ángeles Afuera
- Antonio Caño
- Antonio de la Torre
- Antonio García Ferreras
- Antonio Lucas
- Antonio Resines
- Arantxa Echevarría
- Arsenio Escolar
- Arturo Pérez-Reverte
- Carlos Alsina Álvarez
- Carlos Boyero
- Carmen del Riego
- Carmen Porter
- Carmelo Encinas
- Casimiro García Abadillo
- Cayetana Guillén Cuervo
- César Mallorquí
- Daniel Monzón
- David Botello Méndez
- David Broncano
- Diego Armario
- Diego Losada Gómez
- Elena Sánchez
- Elena Sánchez Caballero
- Emilio Doménech
- Esther López Palomera
- Fernando León de Aranoa
- Fernando Trueba
- Gema Hassen-Bey
- María Gema López de Teresa
- Guillermo Fesser
- Guiomar Puerta
- Hilario Pino
- Ignatius Farray
- Isabel Díaz Ayuso
- Isabel San Sebastián
- Javier Ambrossi
- Javier Fesser
- Javier Reyero
- Jesús Gallego
- Jorge Dorado
- José Antonio Llorente
- José Miguel Contreras
- Juan Antonio García Fermosel
- Juan Antonio Valderrama
- Juan Luis Cano
- Juan Ramón Lucas
- Julia Varela
- Letizia Ortiz
- Lydia Lozano
- Mamen Mendizábal
- Mara Torres
- Marta Robles
- María Eizaguirre
- María Rodríguez Escario
- María José Peláez
- Mariano Alameda Hernando
- Mario Vaquerizo
- María Luisa Ciriza Coscolín
- Mateo Gil
- Melchor Miralles
- Mercedes Cebrián
- Miguel Ángel García Juez
- Miguel Ángel Moncholi
- Miguel Ángel Oliver
- Miguel Trillo
- Miriam Díaz Aroca
- Mónica Moro
- Nieves Herrero
- Óscar Egido
- Paco González
- Pacojó Delgado
- Pedro Piqueras
- Pepa Bueno
- Pilar Garcia Muñiz
- Quique Peinado
- Raquel Martos
- Roberto Brasero
- Sara Carbonero
- Tomás Roncero
- Teresa Jiménez-Becerril
- Vicente Vallés
- Virginia Pérez
- Xabier Fortes
- Xurxo Torres

## Estudios[21]

### Programas degrado
- Grado en Comunicación Audiovisual.
- Grado en Periodismo.
- Grado en Publicidad y Relaciones Públicas.

### Programas demáster
- Máster Universitario en Análisis Sociocultural del Conocimiento y la Comunicación
- Máster Universitario en Comunicación Audiovisual para la Era Digital
- Máster Universitario en Comunicación de las Organizaciones
- Máster Universitario en Comunicación Social
- Máster Universitario en Escritura Creativa
- Máster Universitario en Estudios Avanzados en Comunicación Política.
- Máster Universitario en Investigación en Periodismo: Discurso y Comunicación.
- Máster Universitario en Patrimonio Audiovisual. Historia, Recuperación y Gestión
- Máster Universitario en Periodismo Multimedia Profesional

### Programas dedoctorado
- Doctorado en Comunicación Audiovisual, Publicidad y Relaciones Públicas.
- Doctorado en Periodismo.

### Programas detítulo propiode la UCM[22]
- Máster Propio en Animación Digital
- Máster Propio en Branding: Creación y Gestión de Marcas
- Máster Propio en Comunicación Corporativa y Publicitaria
- Máster Propio en Design Thinking y transformación de la Comunicación
- Máster Propio en Dirección de Arte
- Máster Propio en Estrategias de comunicación para la era postdigital
- Máster Propio en Gestión Publicitaria
- Máster Propio en Guion UCM-MEDIAPRO
- Máster Propio en Producción Audiovisual
- Máster Propio en Radio UCM-RNE
- Máster Propio en VFX

## Otros servicios y asociaciones[23]
- Asociación de Estudiantes ENFOCANDO.
- Asociación de Estudiantes SALF.
- Asociación de Estudiantes NOVIS.
- Asociación de Estudiantes AEPD.
- Asociación de Estudiante de Doctorado UNIDAD DOCTORAL.
- Tuna Universitaria Femenina UCM.
- Cafetería de Estudiantes.
- Cafetería de Personal.
- Club Deportivo de la Facultad de Ciencias de la Información.
- Librería.